# Estación Liniers
Liniers es una importante estación ferroviaria ubicada en el barrio del mismo nombre, en la Ciudad de Buenos Aires. Se trata de una de las estaciones más concurridas de la línea Sarmiento, vendiéndose en ella el 8,1% de los boletos y abonos.

## Ubicación
Se encuentra ubicada en el extremo oeste de la ciudad, dentro del barrio de Liniers, a la altura de Avenida Rivadavia al 11.500 a 100 metros de la Avenida General Paz.

## Servicios
Forma parte de la Línea Sarmiento en su ramal que une las estaciones Once y Moreno.
Este intenso tránsito de pasajeros se debe a ser uno de los nudos de transporte más importante de la ciudad de Buenos Aires. A los alrededores de la estación circulan más de 50 ramales de colectivos y se encuentra una terminal de ómnibus de larga distancia, la segunda más importante de la ciudad luego de la Terminal de Ómnibus de Retiro.

## Combinaciones
Caminando pocos metros es posible realizar combinaciones con la estación homónima del Metrobús porteño.

## Infraestructura
Es una estación de único andén y cuádruple vía. Posee tres accesos a los pasajeros, uno a través del paso a nivel de la cabecera oeste de la estación a través de las calles Cuzco y José León Suárez, otro a través del túnel con salidas a la Avenida Rivadavia al sur y la calle F. de Viedma al norte y a través de un puente peatonal ubicado en la cabecera este de la estación. Posee un corto andén, de madera, del lado norte, utilizado únicamente por personal ferroviario.

## Historia
El 18 de diciembre de 1872 es la fecha del acta del directorio del Ferrocarril de la provincia por el que se resuelve imponer el nombre de Liniers al apeadero que se había acordado construir, en homenaje a Santiago de Liniers, virrey del Virreinato del Río de la Plata y líder de la defensa local ante las Invasiones Inglesas de 1806 y 1807.
El 19 de enero de 1872 se instala un pequeño apeadero con el nombre de Liniers en las vías que por entonces unían las estación del Parque y Ramos Mejía.
Recién en noviembre de 1887 y por ley N° 891  se convierte en estación. 
En 1904 se produce la instalación de los talleres ferroviarios entre Liniers y Villa Luro.
En 1923 se electrifican las vías, y el 20 de octubre de 1929 se inaugura el puente de la estación.
Entre 2017 y 2018 se reacondicionó el andén central de la estación, con el reemplazo del puente peatonal. Durante las obras, los trenes se detenían en dos andenes provisorios de estructura tubular y de madera aglomerda en las vías externas.

## Galería

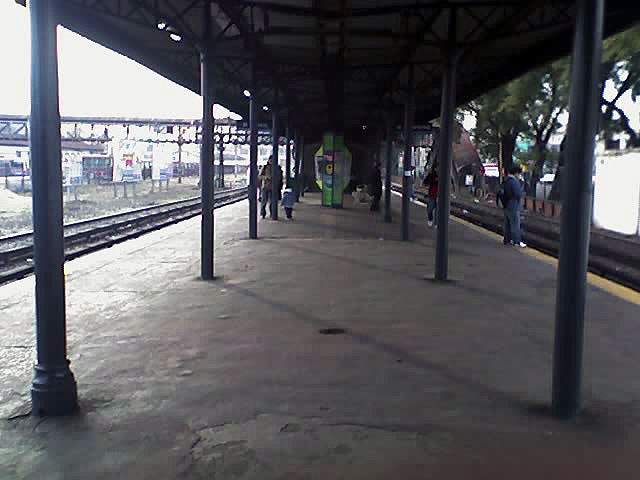
Andenes de la estación antes de la mejora (2008).
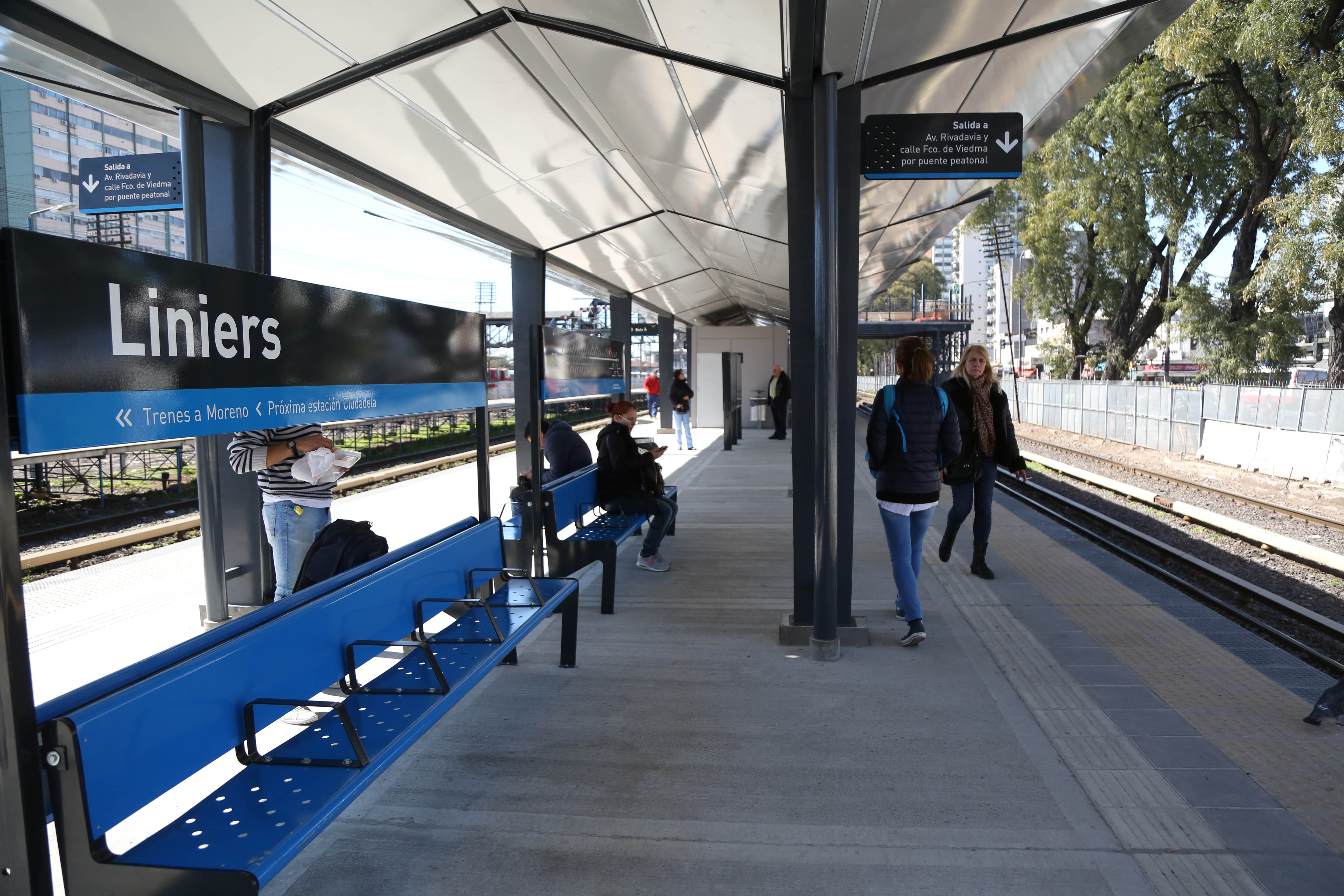
Andenes de la estación ya mejorados (2018).
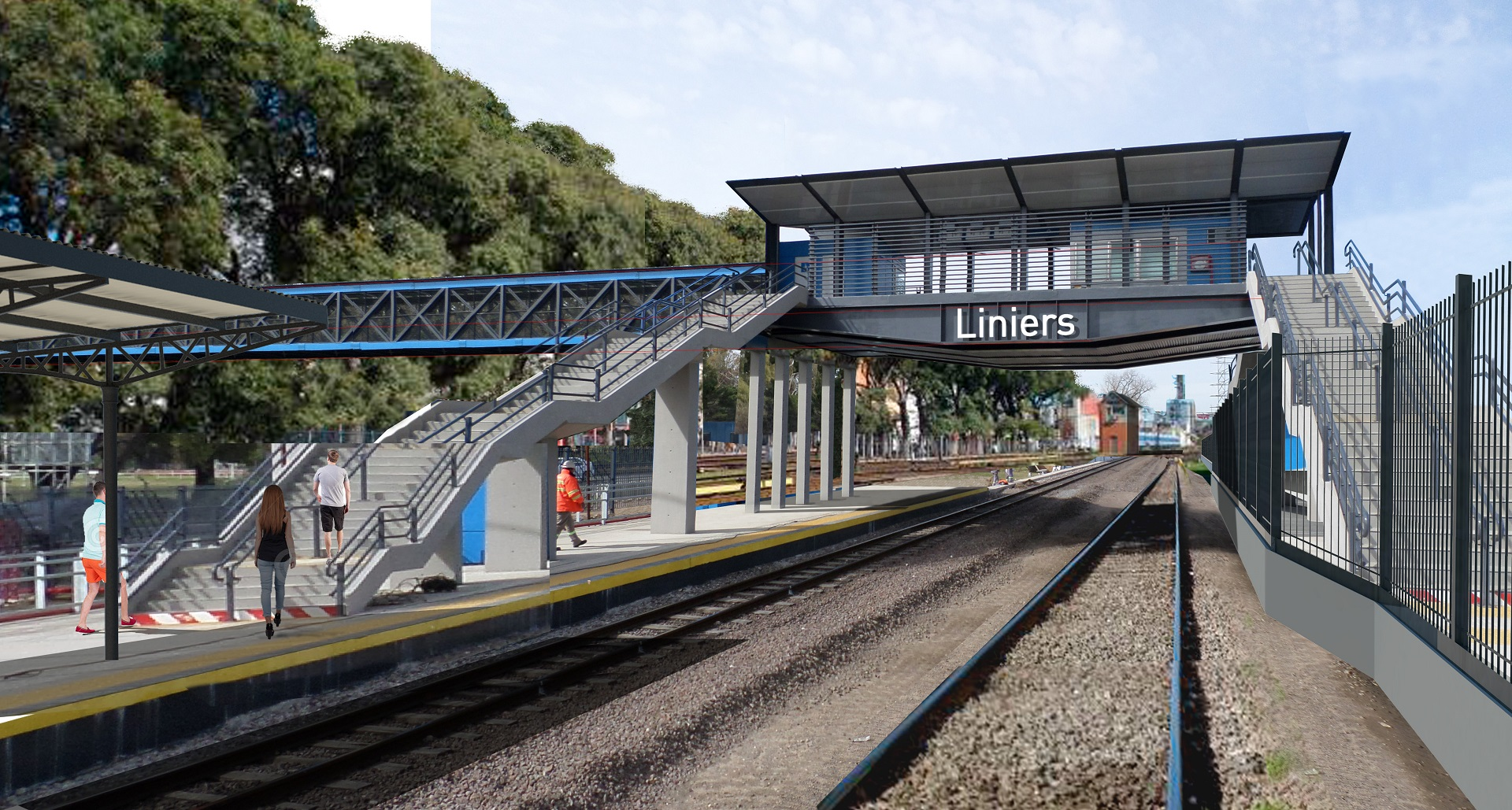
Render de la estación mejorada (2016).